# Бельбез-де-Лораге
Бельбе́з-де-Лораге́ (фр. Belbèze-de-Lauragais, окс. Bèlvéser de Lauragués) — коммуна во Франции, находится в регионе Юг — Пиренеи. Департамент — Верхняя Гаронна. Входит в состав кантона Монжискар. Округ коммуны — Тулуза.
Код INSEE коммуны — 31058.

## География

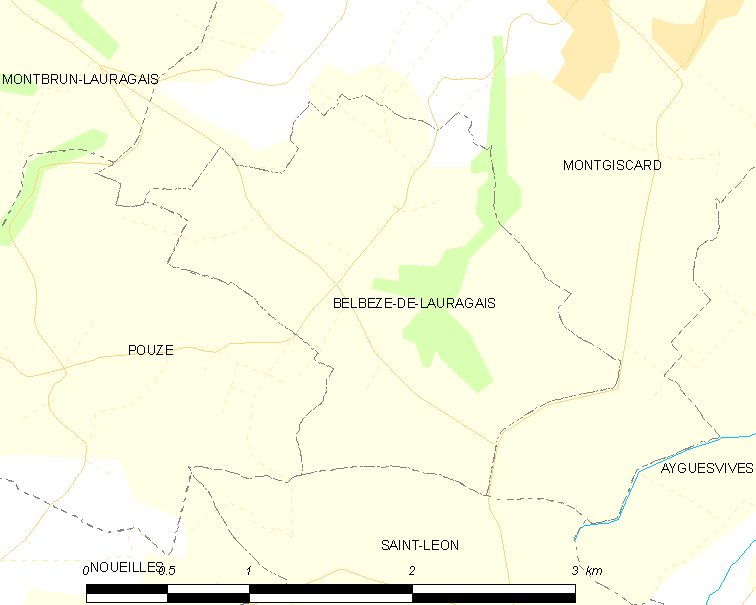
Карта коммуны

Коммуна расположена приблизительно в 610 км к югу от Парижа, в 21 км к юго-востоку от Тулузы.

## Климат
Климат умеренно-океанический. Зима мягкая и снежная, весна характеризуется сильными дождями и грозами, лето сухое и жаркое, осень солнечная. Преобладают сильные юго-восточные и северо-западные ветры.

## Население
Население коммуны на 2010 год составляло 104 человека.
| 1962 | 1968 | 1975 | 1982 | 1990 | 1999 | 2010 |
| ---- | ---- | ---- | ---- | ---- | ---- | ---- |
| 72   | 47   | 40   | 59   | 60   | 101  | 104  |

## Администрация
| Период | Период | Фамилия           | Партия | Примечания |
| ------ | ------ | ----------------- | ------ | ---------- |
| 2001   | 2008   | Жан-Луи Меркадаль |        |            |
| 2008   | 2020   | Катрин Гавен      |        |            |

## Экономика
В 2010 году среди 71 человека трудоспособного возраста (15—64 лет) 53 были экономически активными, 18 — неактивными (показатель активности — 74,6 %, в 1999 году было 74,6 %). Из 53 активных жителей работали 50 человек (28 мужчин и 22 женщины), безработных было 3 (0 мужчин и 3 женщины). Среди 18 неактивных 6 человек были учениками или студентами, 8 — пенсионерами, 4 были неактивными по другим причинам.

## Достопримечательности
- Церковь Св. Андрея